# Christopher Kas
Christopher Kas (Trostberg, Alemanya Occidental, 13 de juny de 1980) és un jugador professional de tennis alemany retirat. El seu rànquing més alt d'individuals de l'ATP és el núm.224, al qual va arribar el 2002. El seu lloc més alt de dobles a nivell mundial és el núm.17, aconseguit el febrer del 2012.

## Palmarès: 5

### Dobles: 20 (5−15)
| Llegenda (pre/post 2009)                                 |
| -------------------------------------------------------- |
| Grand Slams (0−0)                                        |
| Tennis Masters Cup / ATP Finals (0−0)                    |
| ATP Masters Series / ATP World Tour Masters 1000 (0−0)   |
| ATP International Series Gold / ATP World Tour 500 (1−2) |
| ATP International Series / ATP World Tour 250 (4−13)     |

| Títols per superfície |
| --------------------- |
| Dura (0−4)            |
| Gespa (1−0)           |
| Terra batuda (1−4)    |

| Resultat  | Núm. | Data                 | Torneig                     | Superfície   | Parella               | Oponents en la final                 | Marcador         |
| --------- | ---- | -------------------- | --------------------------- | ------------ | --------------------- | ------------------------------------ | ---------------- |
| Finalista | 1.   | 16 de juliol de 2006 | Bastad, Suècia              | Terra batuda | Oliver Marach         | Jonas Björkman Thomas Johansson      | 3−6, 6−4, [4−10] |
| Finalista | 2.   | 23 de juliol de 2006 | Amersfoort, Països Baixos   | Terra batuda | Lucas Arnold Ker      | Alberto Martín Fernando Vicente      | 4−6, 3−6         |
| Finalista | 3.   | 29 de juliol de 2007 | Kitzbühel, Àustria          | Terra batuda | Tomas Behrend         | Potito Starace Luís Horna            | 6−7(4), 6−7(5)   |
| Finalista | 4.   | 14 d'octubre de 2007 | Viena, Àustria              | Dura (i)     | Tomas Behrend         | Mariusz Fyrstenberg Marcin Matkowski | 4−6, 2−6         |
| Finalista | 5.   | 2 de març de 2008    | Zagreb, Croàcia             | Dura (i)     | Rogier Wassen         | Paul Hanley Jordan Kerr              | 3−6, 6−3, [8−10] |
| Guanyador | 1.   | 13 de juliol de 2008 | Stuttgart, Alemanya         | Terra batuda | Philipp Kohlschreiber | Michael Berrer Mischa Zverev         | 6−3, 6−4         |
| Finalista | 6.   | 26 d'octubre de 2008 | Basilea, Suïssa             | Dura (i)     | Philipp Kohlschreiber | Mahesh Bhupathi Mark Knowles         | 3−6, 3−6         |
| Finalista | 7.   | 8 de febrer de 2009  | Zagreb (2)                  | Dura (i)     | Rogier Wassen         | Martin Damm Robert Lindstedt         | 4−6, 3−6         |
| Guanyador | 2.   | 14 de juny de 2009   | Halle, Alemanya             | Gespa        | Philipp Kohlschreiber | Andreas Beck Marco Chiudinelli       | 6−3, 6−4         |
| Finalista | 8.   | 18 de juliol de 2010 | Stuttgart                   | Terra batuda | Philipp Petzschner    | Carlos Berlocq Eduardo Schwank       | 6−7(5), 6−7(6)   |
| Guanyador | 3.   | 3 d'octubre de 2010  | Bangkok, Tailàndia          | Dura         | Viktor Troicki        | Jonathan Erlich Jürgen Melzer        | 6−4, 6−4         |
| Finalista | 9.   | 27 de febrer de 2011 | Delray Beach, Estats Units  | Dura         | Alexander Peya        | Scott Lipsky Rajeev Ram              | 6−4, 4−6, [3−10] |
| Finalista | 10.  | 1 de maig de 2011    | Múnic, Alemanya             | Terra batuda | Andreas Beck          | Simone Bolelli Horacio Zeballos      | 6−7(3), 4−6      |
| Finalista | 11.  | 31 de juliol de 2011 | Gstaad, Suïssa              | Terra batuda | Alexander Peya        | František Čermák Filip Polášek       | 3−6, 6−7(7)      |
| Finalista | 12.  | 27 d'agost de 2011   | Winston-Salem, Estats Units | Dura         | Alexander Peya        | Jonathan Erlich Andy Ram             | 6−7(2), 4−6      |
| Finalista | 13.  | 6 de gener de 2012   | Doha, Qatar                 | Dura         | Philipp Kohlschreiber | Filip Polášek Lukáš Rosol            | 3−6, 4−6         |
| Guanyador | 4.   | 4 de gener de 2013   | Doha                        | Dura         | Philipp Kohlschreiber | Julian Knowle Filip Polášek          | 7−5, 6−4         |
| Finalista | 14.  | 14 d'abril de 2013   | Casablanca, Marroc          | Terra batuda | Dustin Brown          | Julian Knowle Filip Polášek          | 3−6, 2−6         |
| Guanyador | 5.   | 3 d'agost de 2013    | Kitzbühel                   | Terra batuda | Martin Emmrich        | František Čermák Lukáš Dlouhý        | 6−4, 6−3         |
| Finalista | 15.  | 24 de maig de 2014   | Düsseldorf, Alemanya        | Terra batuda | Martin Emmrich        | Santiago González Scott Lipsky       | 5−7, 6−4, [3−10] |

## Trajectòria

### Dobles
| Open d'Austràlia | A  | 1R | 3R | 2R | 1R | 1R | QF | 1R | 0 / 7 | 6 – 7  |
| Roland Garros | 1R | 1R | 2R | 3R | 1R | 3R | 2R | 3R | 0 / 8 | 8 – 8  |
| Wimbledon | 1R | 3R | 3R | 3R | 1R | SF | 2R | A  | 0 / 7 | 11 – 7 |
| US Open | 2R | 1R | QF | 1R | 3R | 1R | 1R | 2R | 0 / 8 | 7 – 8  |
| Rànquing a final d'any | 50 | 42 | 27 | 33 | 49 | 23 | 50 | 50 |       |        |
| Llegenda: G: Guanyador; F: Finalista; SF: Semifinalista; QF: Quarts de final; Q: Qualificació; A: Absent; RR: Round Robin; |    |    |    |    |    |    |    |    |       |        |